# Luze
Luze is een gemeente in het Franse departement Haute-Saône (regio Bourgogne-Franche-Comté) en telt 740 inwoners (2011). De plaats maakt deel uit van het arrondissement Lure.

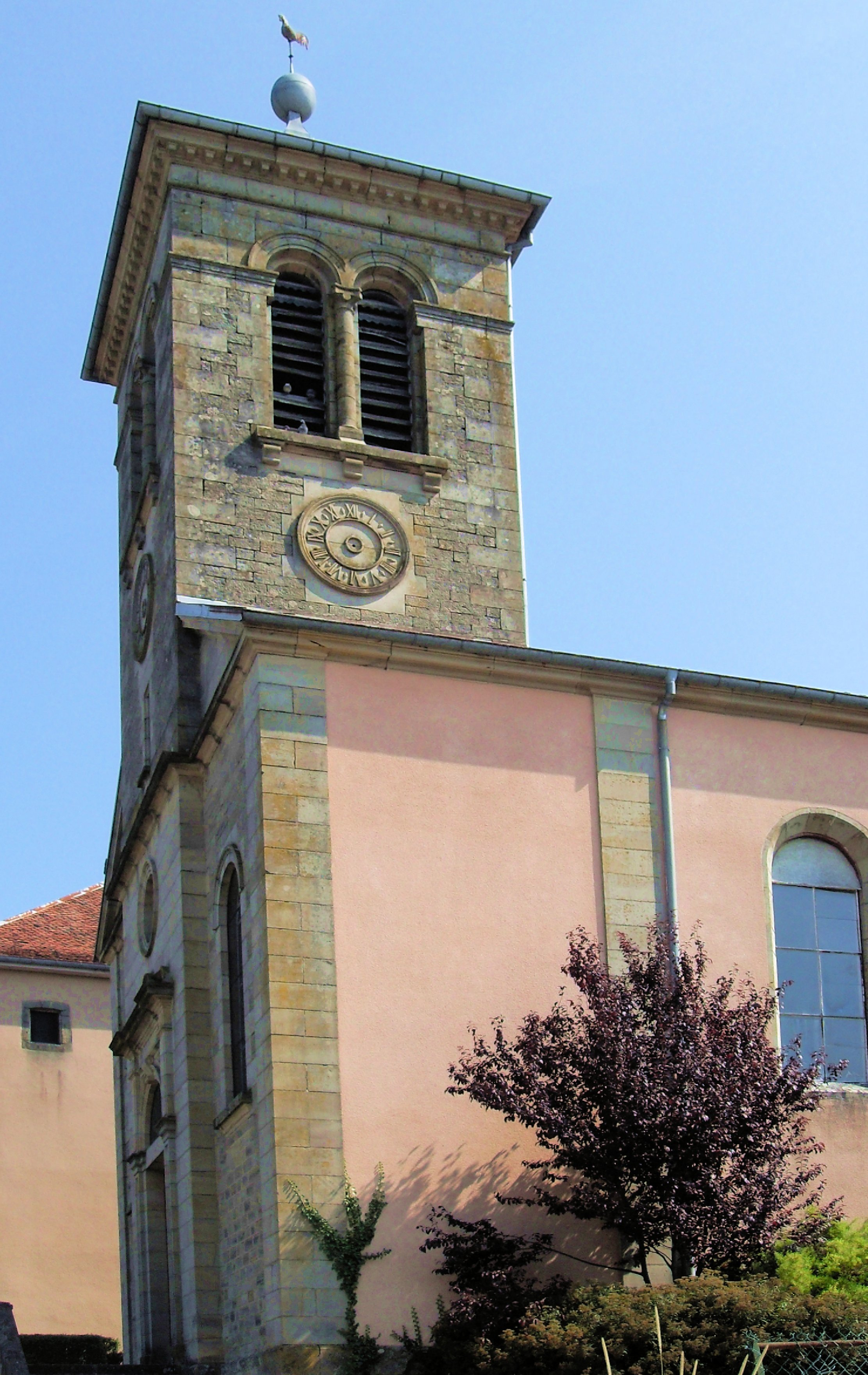
Protestantse kerk
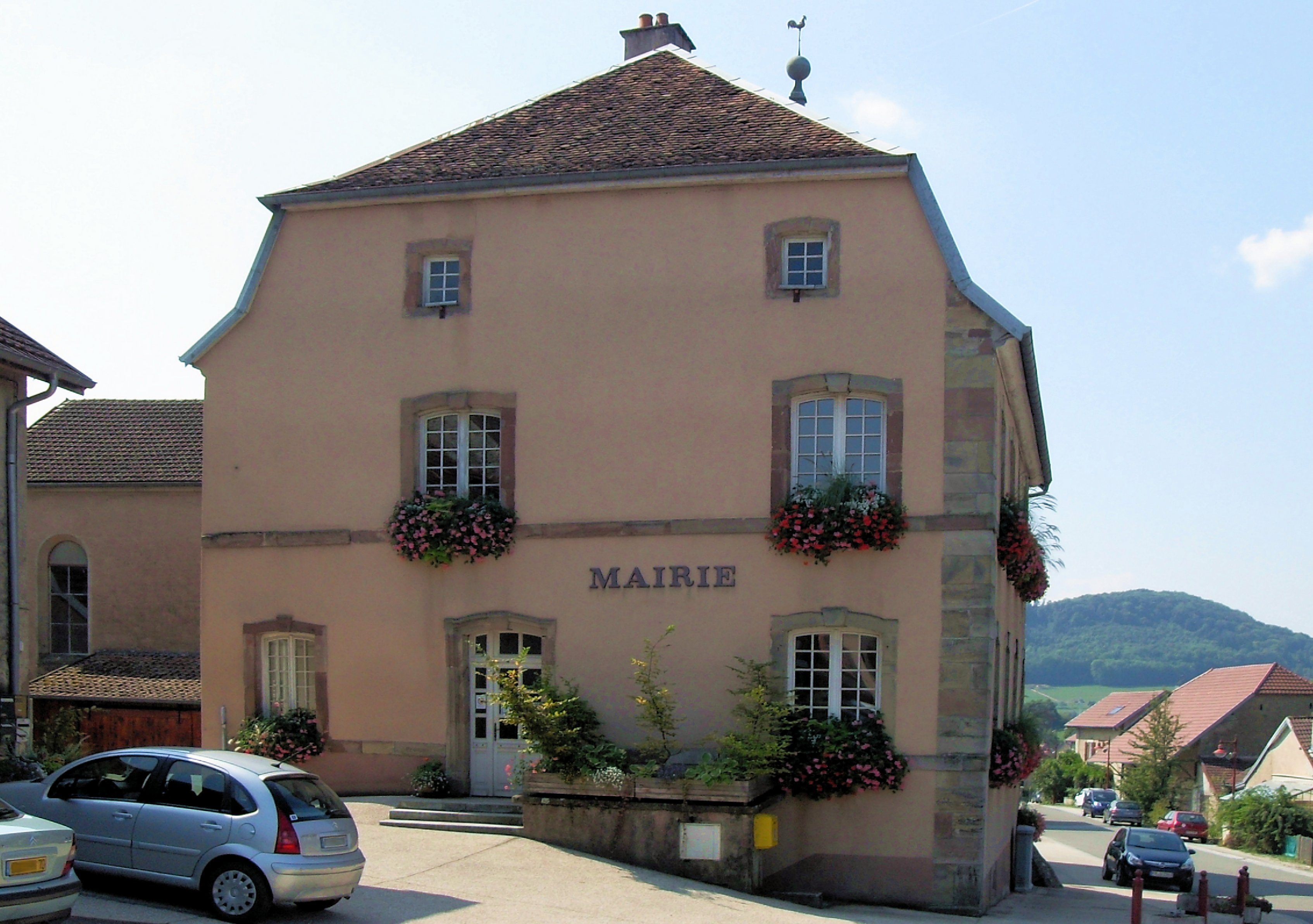
Gemeentehuis

## Geografie
De oppervlakte van Luze bedraagt 10,6 km², de bevolkingsdichtheid is 69,8 inwoners per km².
De onderstaande kaart toont de ligging van Luze met de belangrijkste infrastructuur en aangrenzende gemeenten.

## Demografie
Onderstaande figuur toont het verloop van het inwonertal (bron: INSEE-tellingen).